# Нджомбе (регіон)
Нджомбе (суах. Mkoa wa Njombe, англ. Njombe) — один з 31 регіону Танзанії. Площа 21 347 км², за переписом на серпень 2012 року його населення становило 702 097 осіб.
Адміністративний центр регіону - місто Нджомбе.

## Адміністративний поділ
Складається з Шести округів:
- Лудева
- Макамбако-міський
- Макете
- Нджомбе-міський
- Нджомбе-сільський
- Вангінгомбе